# Mandeure
Mandeure è un comune francese di 5 160 abitanti situato nel dipartimento del Doubs nella regione della Borgogna-Franca Contea.

## Storia
Corrisponde all'antica città dei Sequani Epomanduodurum, monumentalizzata in epoca romana con un grande santuario di epoca augustea ed un teatro di grandi dimensioni, rimaneggiato in epoca severiana.
Nel tempo il comune era diviso in due parti dalla Route nationale 437 con il quartiere di Mandreuse a ovest e quello di Beaulieu a est. Proprio in quest'ultimo alla fine del XIX secolo è stata costruita una delle prime fabbriche della Peugeot.

## Società

### Evoluzione demografica
Abitanti censiti